# Eriococcus cryptus
Eriococcus cryptus är en insektsart som beskrevs av Cockerell 1901. Eriococcus cryptus ingår i släktet Eriococcus och familjen filtsköldlöss. Inga underarter finns listade i Catalogue of Life.